# Traversella
Traversella je obec v metropolitním městě Turín v italském regionu Piemont, asi 50 kilometrů severně od Turína.
Traversella sousedí s obcemi: Pontboset, Donnas, Valprato Soana, Quincinetto, Ronco Canavese, Tavagnasco, Brosso, Trausella, Meugliano, Ingria, Frassinetto, Vico Canavese a Castelnuovo Nigra.